# Hinea brasiliana
Espèce
Synonymes
- Buccinum brasilianum Lamarck, 1822[3]
- Planaxis brazilianus Suter, 1913[3]
- Planaxis fulva A. Adams, 1853[3]
- Planaxis mollis G. B. Sowerby I, 1823[4]
- Planaxis mollis Sowerby, 1823[3]
- Planaxis pigra Forbes, 1850[3]

Hinea brasiliana est une espèce de mollusques gastéropodes de la famille des Planaxidae. Il vient de Nouvelle-Zélande et du sud de l'Australie. C'est une des seules espèces de gastéropode capable de bioluminescence.